# ديكاب أتاك (لعبة فيديو)
ديكاب أتاك (بالإنجليزية: DecapAttack)‏ ، هي لعبة إلكترونية من نوع آركيد ، أنتجت شركة سيجا سنة 1990 ، وهي لعبة رسوم متحركة يقوم البطل الهيكل العظمي الكوميدي بفصل رأسه عن جسده ليهاجم خصومه .

## وصلات خارجية
- DecapAttack at آي جي إن
- DecapAttack at جيم فاكس